# Kommunistforskrækkelse
Kommunistforskrækkelse (eng. Red Scare; Rød Skræk) er kommet til at henvise til to perioder med stærke antikommunistiske holdninger i amerikansk historie. Den første omfattede perioden mellem 1919 og 1921 efter den russiske revolution, og den anden mellem 1947 og 1957 var præget af McCarthyismen. De to perioder var præget af stor mistro til kommunister og andre radikale kredse og frygt for kommunistisk infiltration i den amerikanske regering. Det medførte undertrykkelse af blandt andet de mistænkte kommunister. En af de ramte var Charlie Chaplin, som blev nægtet indrejse til USA i 1952 og derefter bosatte sig i Schweiz.

## Eksterne links
- Wikimedia Commons har flere filer relateret til Første Red Scare
- Gyldendal om første Red Scare
- fredsakademiet.dk
- w3dictionary.org Arkiveret 4. marts 2016 hos  Wayback Machine

 Der er for få eller ingen kildehenvisninger i denne artikel, hvilket er et problem. Du kan hjælpe ved at angive troværdige kilder til de påstande, som fremføres i artiklen.